# Celtis africana
Celtis africana és una espècie de planta de la família de les Cannabàcies que es distribueix pel sud i est d'Àfrica. És un arbre caduc que es troba a una gran varietat d'hàbitats, des de la costa fins als 2.100 m d'altitud, a afloraments rocosos dels boscos de fulla perenne, i associats a zones humides i d'elevades precipitacions.

## Galeria

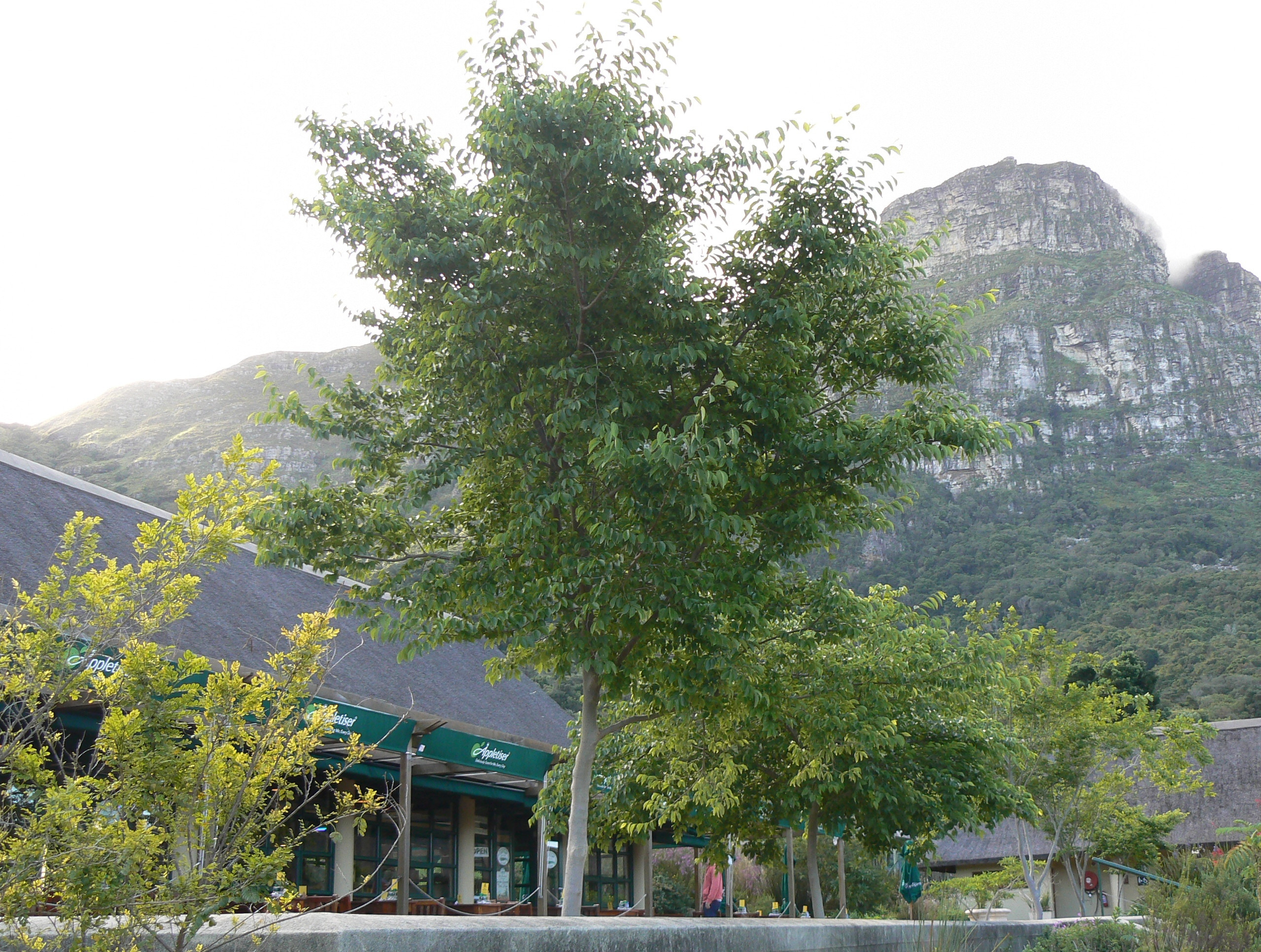
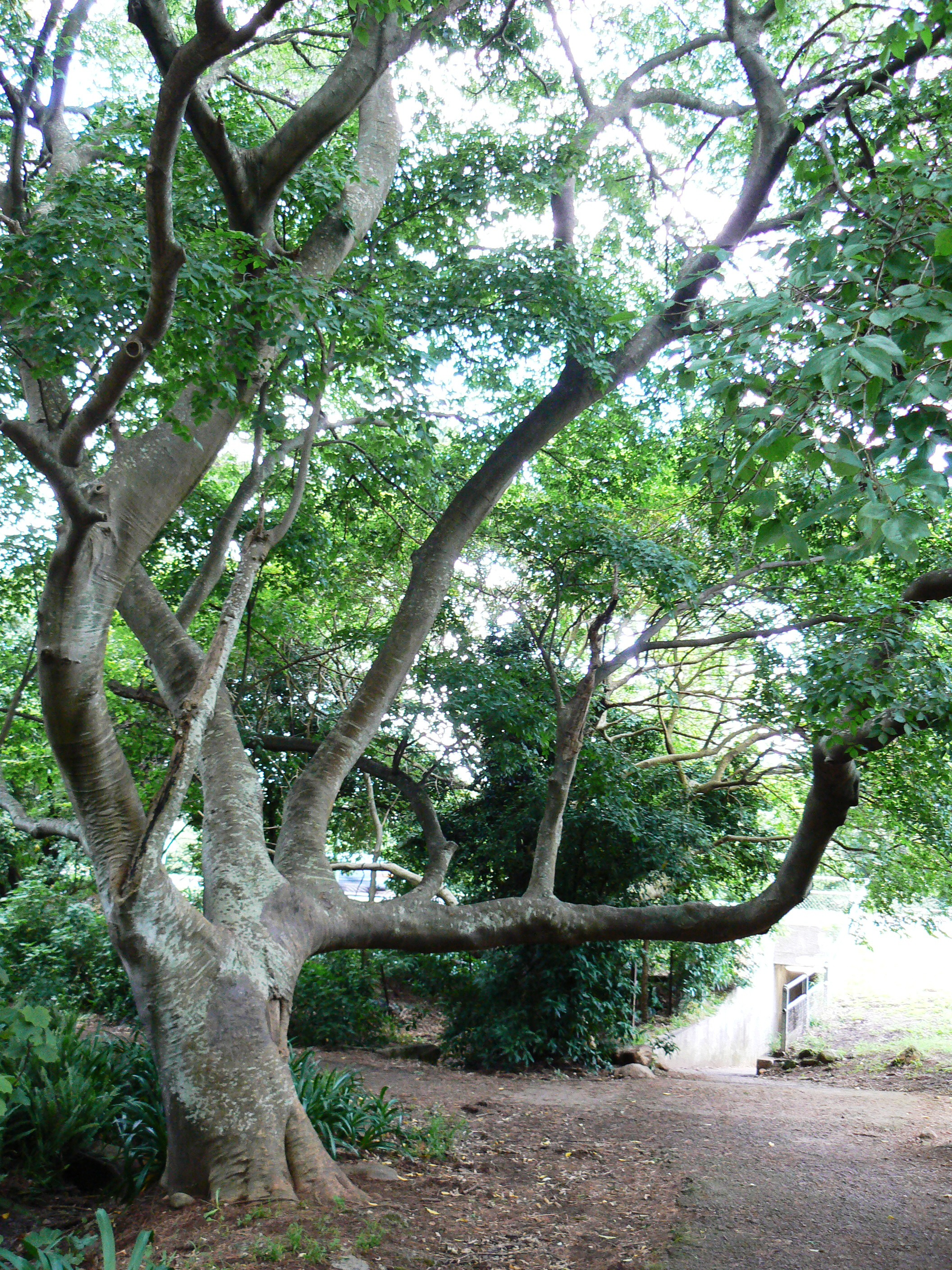
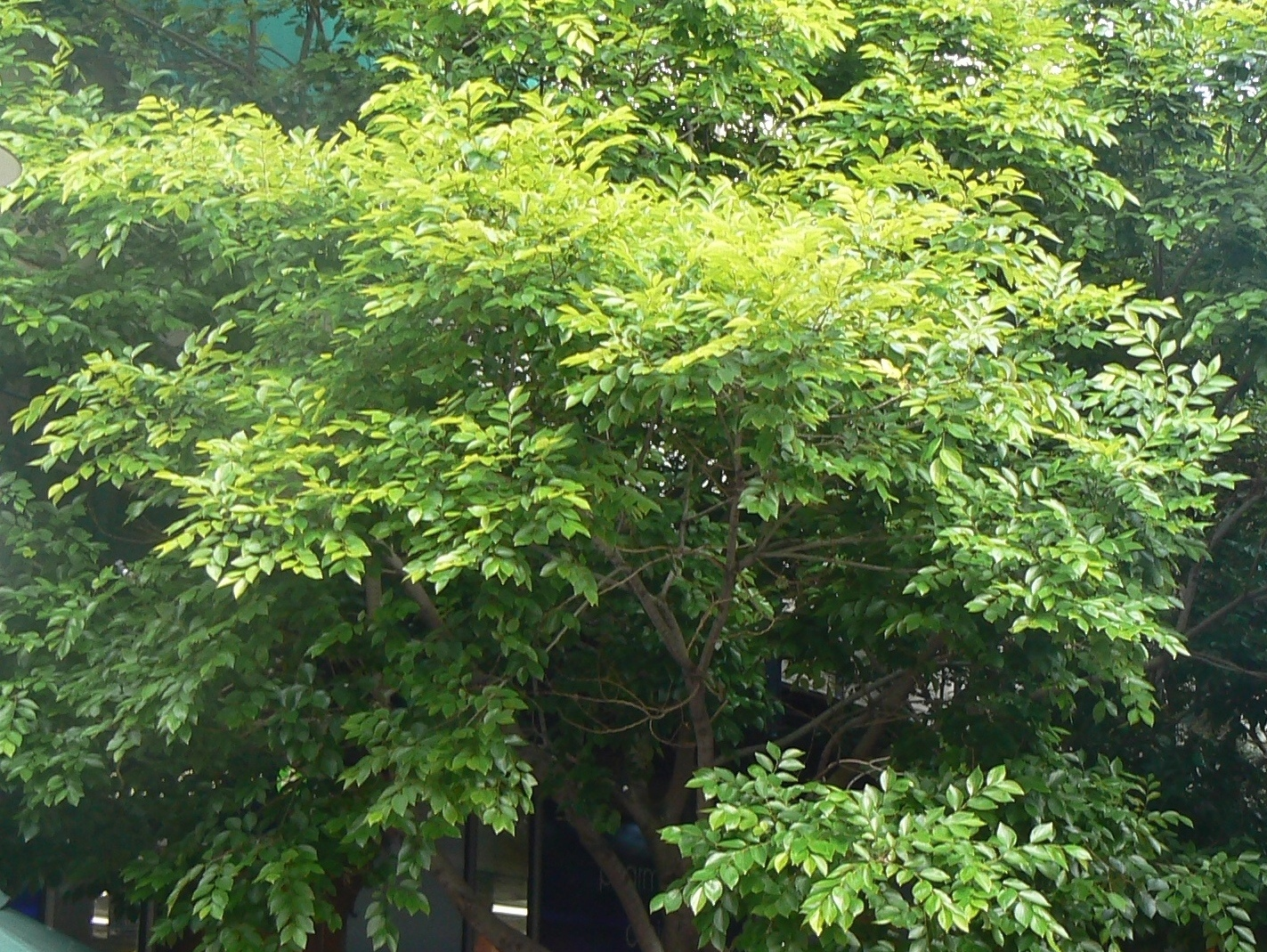
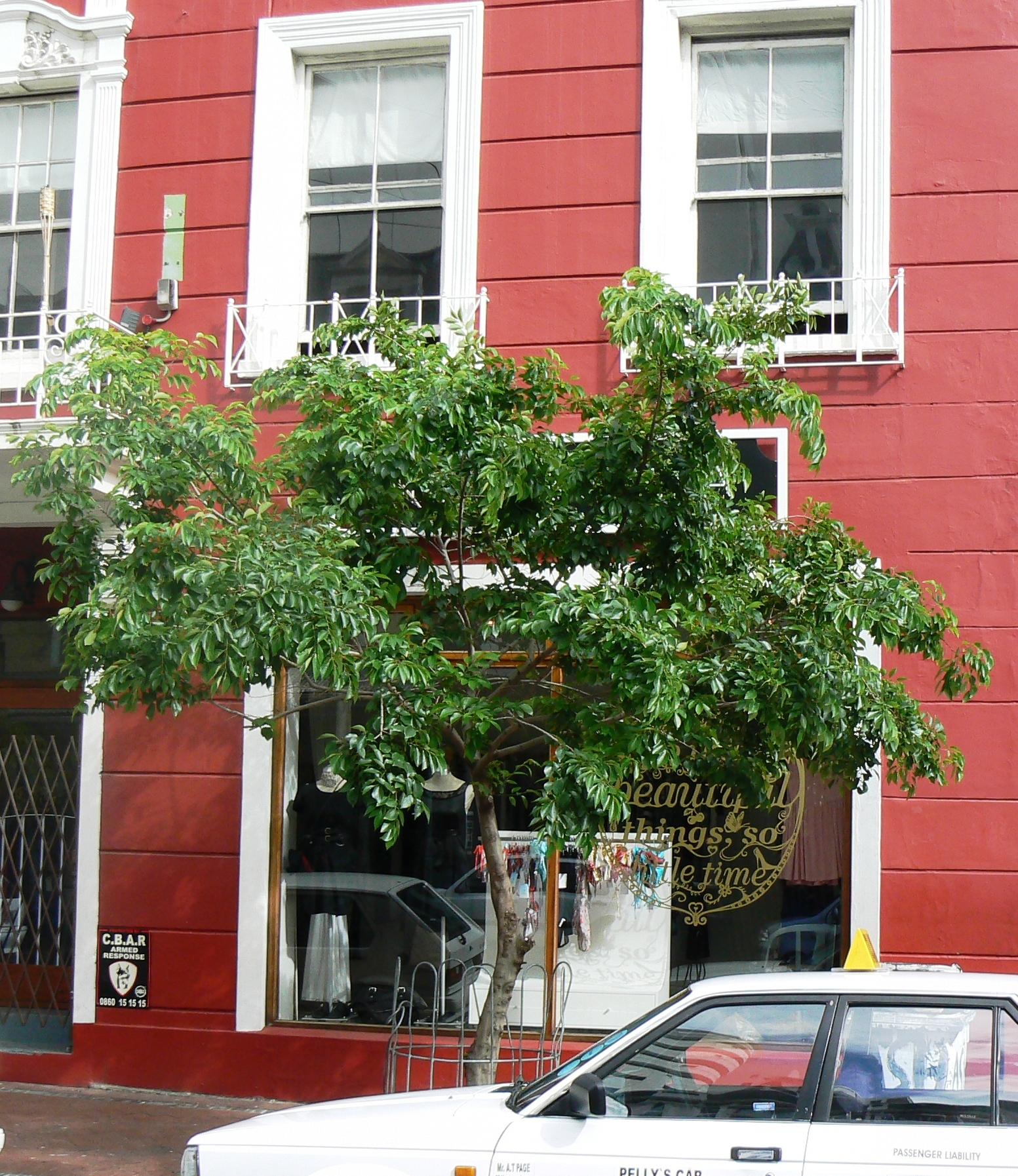
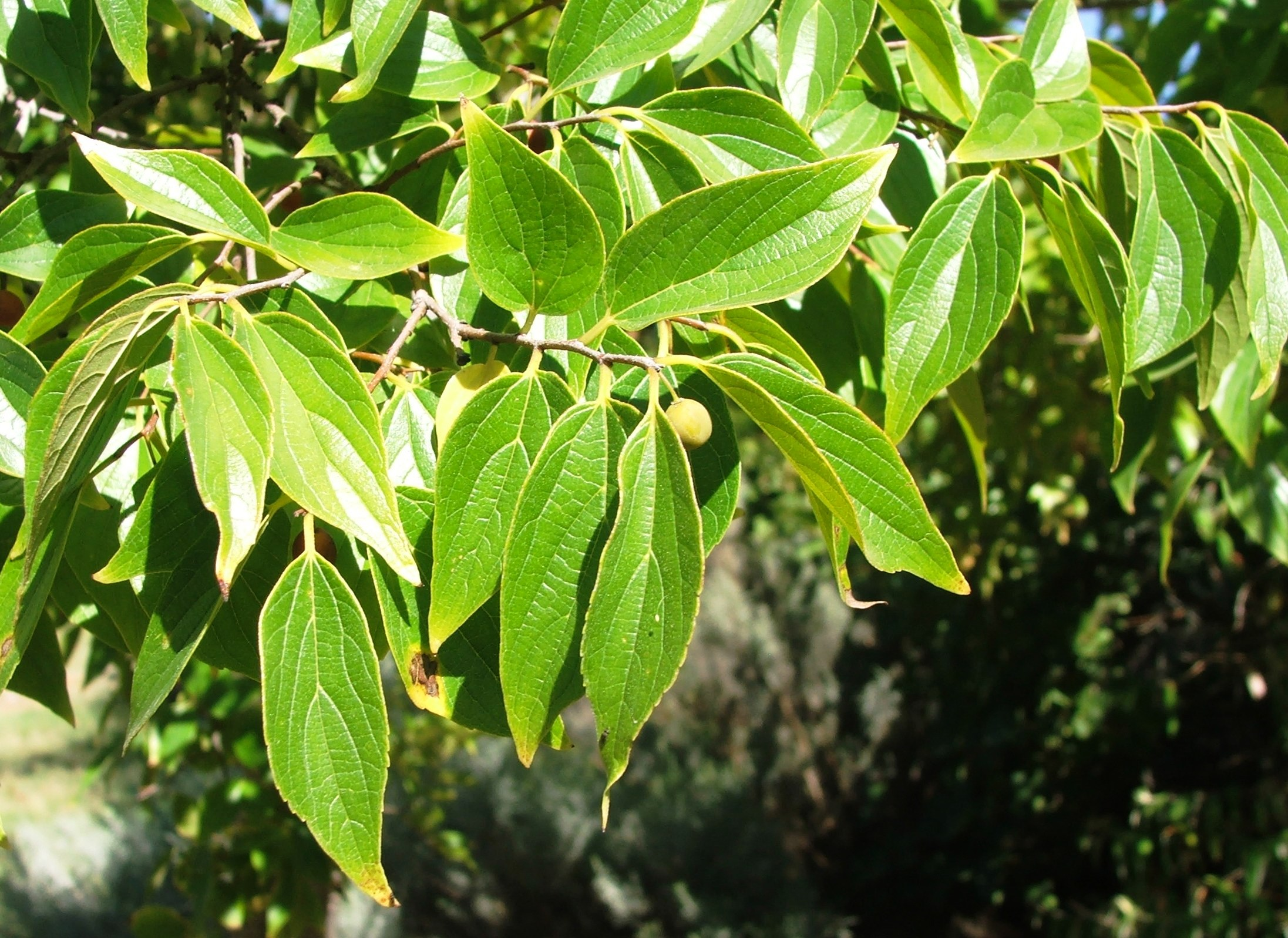
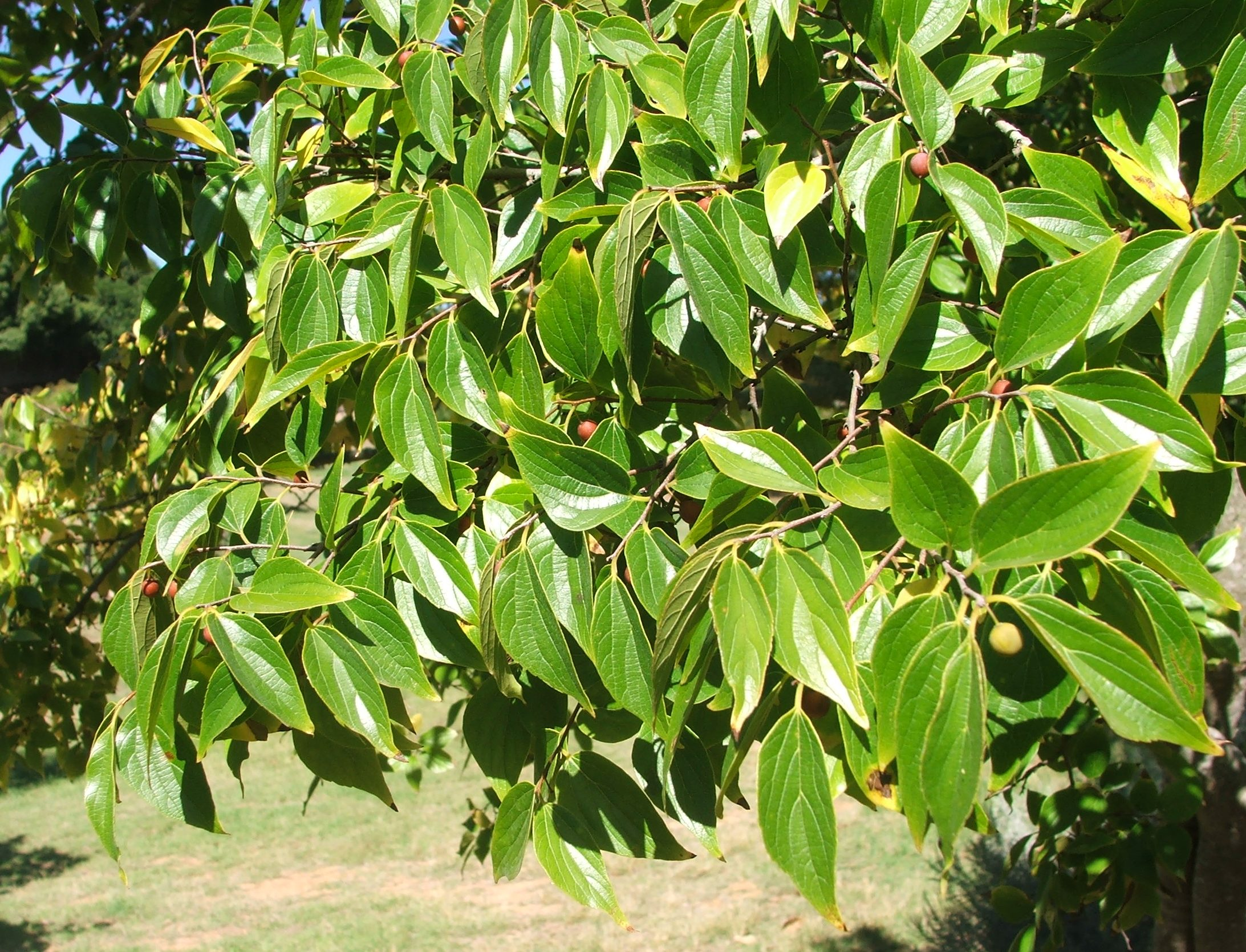
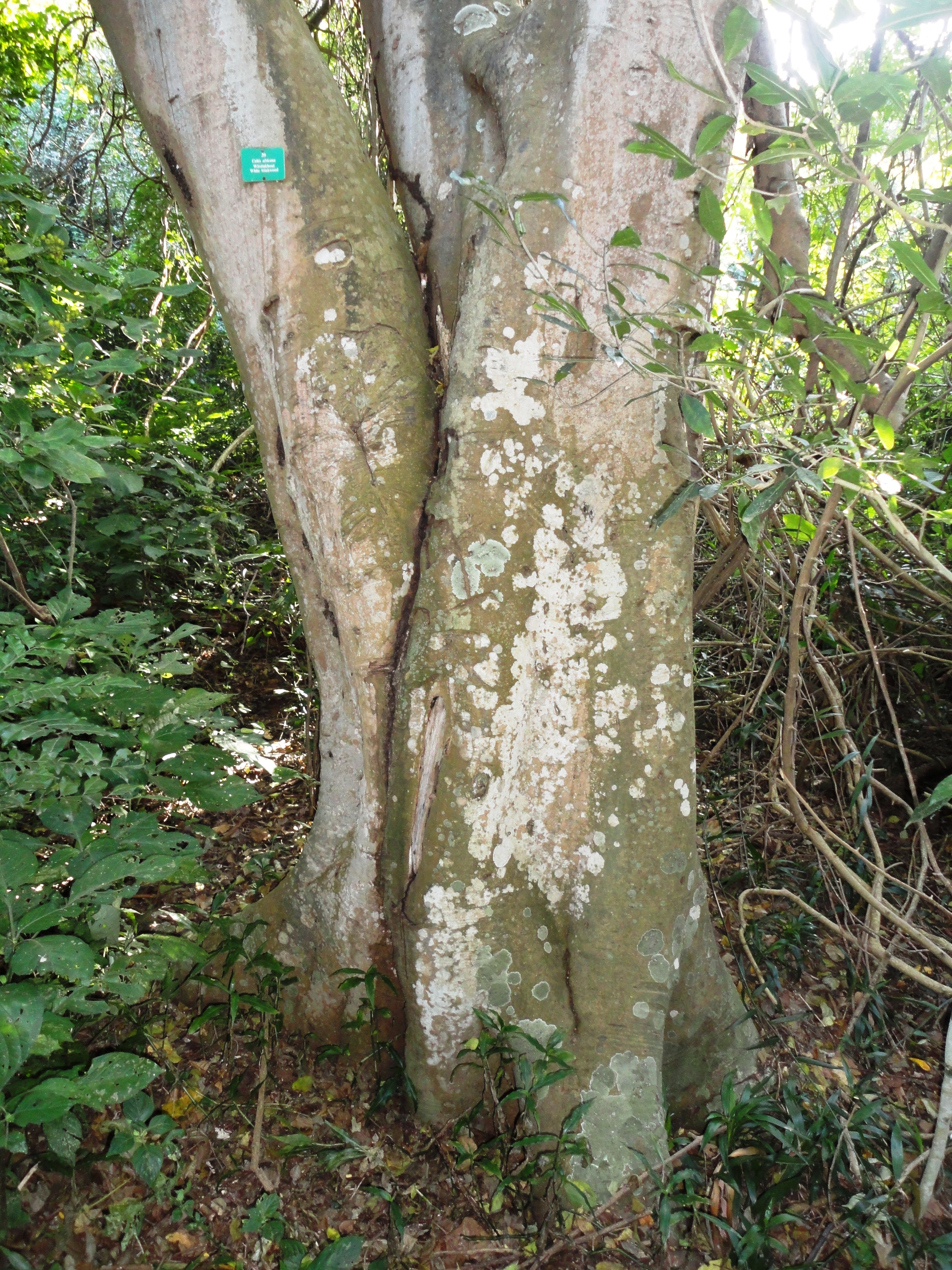
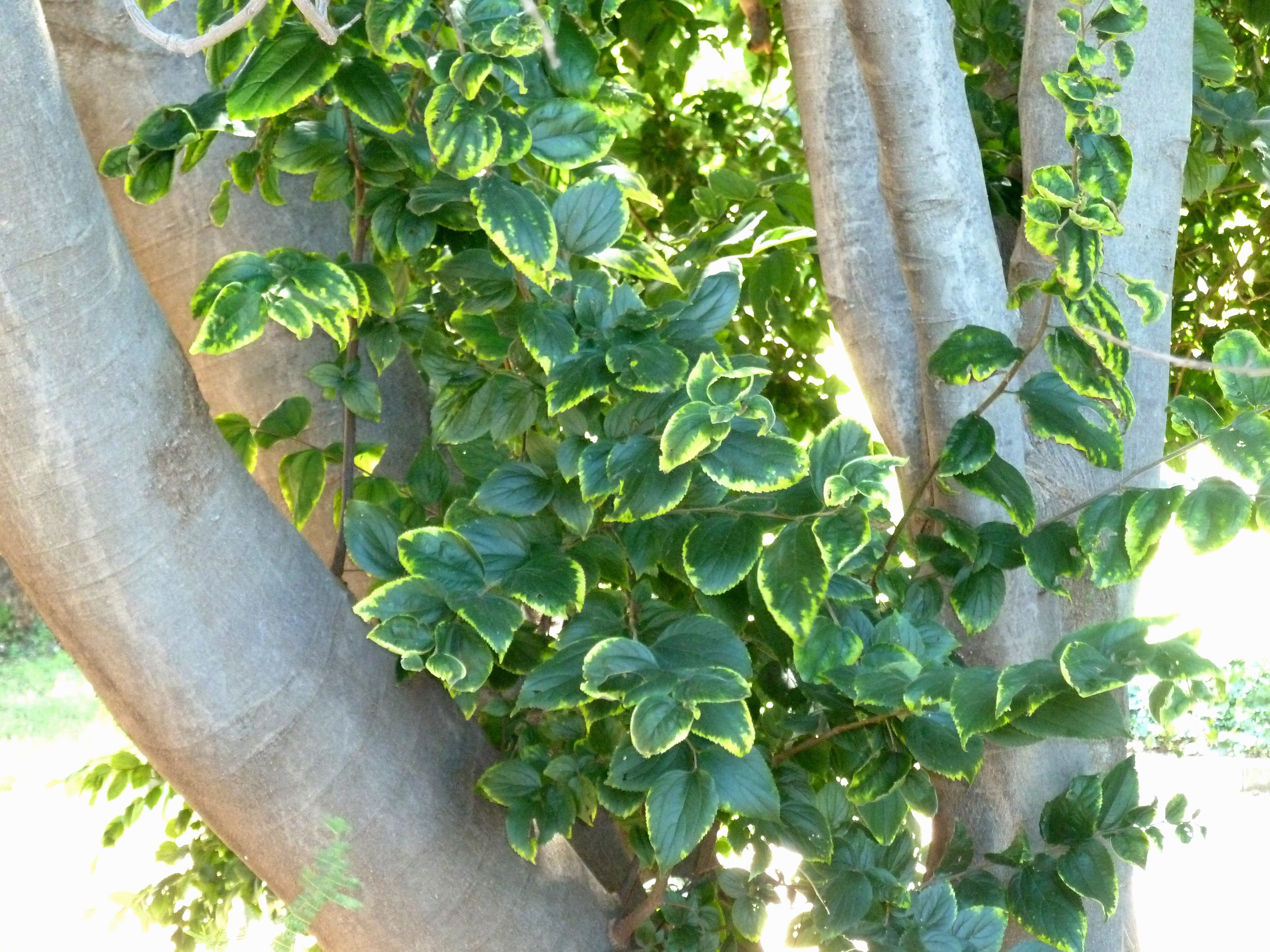